# Breda Ba.25
Breda Ba.25 – włoski samolot szkolny produkowany w firmie Società Italiana Ernesto Breda od 1931 roku, podstawowy samolot szkolny Regia Aeronautica w latach 30. XX wieku.

## Historia
Ba.25 powstał jako rozwinięcie poprzedniej konstrukcji firmy Breda, cywilnego samolotu szkolno-treningowego Breda Ba.19. Głównym konstruktorem był inżynier Cesare Pallavicini. Pierwszy lot prototypu miał miejsce w 1931 roku na lotnisku przyfabrycznym w Mediolanie. Od 1932 roku samolot zaczął trafiać do wojskowych szkół lotniczych na terenie całych Włoch.
Samolot produkowany był także w jednomiejscowej wersji treningowej oraz jako wodnosamolot. Poza maszynami wybudowanymi dla Regia Aeronautica powstały również wersje eksportowe, dla lotnictwa wojskowego Węgier, Norwegii, Chin, Afganistanu oraz państw Ameryki Łacińskiej. Produkcja dla lotnictwa włoskiego wyniosła 719 egzemplarzy, wyeksportowano około 100 maszyn, także dla odbiorców cywilnych. Poza macierzystą wytwórnią samolot był produkowany w zakładach C.N.A. i Società Aeronautica Italiana (SAI).
Rozwinięciem Bredy Ba.25 były zbliżone konstrukcje:
- Ba.26, o zwiększonej rozpiętości skrzydeł, wyposażona w silnik Walter NZ 120, zbudowana jedynie w prototypie,
- Ba.28, wyposażona w silnik Piaggio Stella VII Z (licencyjny Gnôme-Rhône K-7), zbudowano kilkanaście sztuk.

## Opis konstrukcji
Ba.25 był dwumiejscowym dwupłatowym samolotem szkolnym konstrukcji całkowicie metalowej. Uczeń i instruktor zajmowali miejsce w odkrytych kabinach usytuowanych jedna za drugą. W samolocie stosowano różne typy silników, do najczęściej spotykanych należały silniki gwiazdowe Alfa Romeo D.2 o mocy 240 KM, Alfa Romeo Lynx (licencyjna wersja silnika firmy Armstrong Siddeley) o mocy 200 KM i rzędowy Isotta-Fraschini ASSO 200 o mocy 220 KM.